# Dancing with the Devil...The Art of Starting Over
Dancing with the Devil…The Art of Starting Over (с англ. — «Танцы с дьяволом…Искусство начинать с начала») — седьмой студийный альбом американской певицы Деми Ловато, выпущенный 2 апреля 2021 года на лейбле Island Records. Это первый альбом певицы, выпущенный после передозировки наркотиков, случившейся с ней в июле 2018 года. Над альбомом певица работала с множеством продюсеров и соавторов. Пластинка выдержана в жанре Поп, хотя на ней присутствуют мотивы R&B и блюза. Релиз альбома должен был состояться в 2020 году, но был отодвинут, из-за пандемии COVID-19.
Основные темы альбома — исцеление после тяжёлого периода жизни, самоутверждение и любовь к самой себе. В поддержку альбома было выпущено два сингла — «Dancing with the Devil» и «Met Him Last Night», автором и гостевым артистом которого является Ариана Гранде. Также, в альбом вошли выпущенные ранее внеальбомные синглы — «Anyone» и «What Other People Say», записанный совместно с австралийским музыкантом Сэмом Фишером. Помимо упомянутых выше, гостевыми артистами в альбоме являются рэп-исполнительница Савити и певица Ноа Сайрус. Альбом вошёл в топ-3 чартов США, Великобритании, Шотландии и Португалии.

## Предыстория
В сентябре 2017 года, Деми выпустила свой шестой альбом Tell Me You Love Me. После его выпуска, Деми планировала сразу вернуться в студию и начать запись седьмого альбома. В июне 2018 года была выпущена песня «Sober», в которой Деми призналась, что спустя шесть лет трезвости от наркотиков она сорвалась. 24 июля того же года у неё произошла передозировка, и её в срочном порядке доставили в госпиталь, где она провела две недели, после чего последовали несколько месяцев в реабилитационном центре. В мае 2019 года стало известно, что Ловато заключила контракт с новым менеджером Скутером Брауном, который теперь отвечает за всю промо кампанию грядущего музыкального материала певицы.
Деми вернулась на большую сцену 26 января 2020 года, исполнив свой первый за полтора года сингл «Anyone» на главной музыкальной премии США — Грэмми. 6 марта того же года состоялась премьера песни «I Love Me», которая была заявлена как лид-сингл из грядущего альбома певицы, однако в финальный треклист выпущенного седьмого альбома не попала. Тем не менее, песня вошла в расширенное издание альбома.
На протяжении 2020 года Деми продолжала выпускать музыкальный материал. Было выпущено несколько коллабораций — «I’m Ready», записанная для альбома Сэма Смита; «OK Not to Be OK», спродюсированная диджеем Marshmello и выпущенная в Всемирный день предотвращения самоубийств, а позже, в феврале 2021 года, был выпущен сингл «What Other People Say», записанный с Сэмом Фишером. Также, были выпущены ешё две сольные песни — «Still Have Me» (би-сайд к «I Love Me») и «Commander in Chief», приуроченная к президентским выборам США в 2020 году.

## Анонс и выпуск

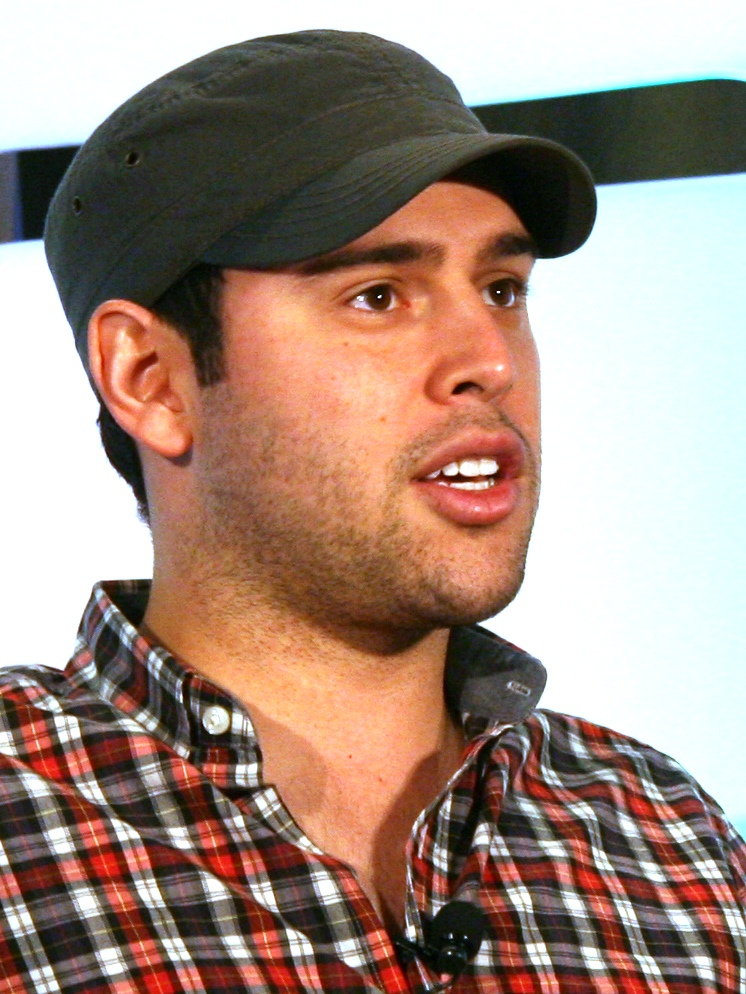
Скутер Браун занимался рекламой и промоушеном альбома.

Дата релиза и название альбома были анонсированы 16 марта 2021 года. Также, Деми сказала, что изначально хотела назвать альбом просто The Art of Starting Over, но ввиду концептуального разделения пластинки, она дала ей двойное название. Во время прямой трансляции в приложении Clubhouse Ловато сказала об альбоме следующее: «Если вы слушаете его трек за треком, если вы следите за треклистом, то он [альбом] похож на неофициальный саундтрек к документальному фильму, потому что в нём действительно рассказываются детали моей личной жизни в течение последних двух лет. Когда мы просмотрели треклист и заметили, что это он отчасти совпал с историей моей жизни, было разумно добавить более эмоциональный материал в начале, а затем перейти к The Art of Starting Over». Ловато также раскрыла трёх приглашённых в альбом артисток: Ариану Гранде, Савити и Ноа Сайрус.
Для альбома был запущен рекламный сайт, где 16 марта были выпущены его обложки и ссылка для сохранения. Одновременно с анонсами начался выход документального сериала Demi Lovato: Dancing With The Devil, эксклюзивно для платформы YouTube Originals. Первая серия вышла 23 марта 2021 года. Сериал, как и альбом, фокусируется на почти смертельной передозировке Ловато в 2018 году, а также исследуют её жизнь и путь к исцелению.
На веб-сайте Ловато был доступен альбом с альтернативными вариациями обложки и эксклюзивным бонус-треком. Также, издание с бонус-треком и альтернативной обложкой было доступно в Великобритании, а издание с двумя бонус-треками и другой обложкой было доступной в американской сети магазинов Target. Альбом также был доступен в комплекте с тремя эксклюзивными обложками и с обложкой для Великобритании или общей обложкой стандартного издания. Несколько вариантов кассет были доступны для предварительного заказа на веб-сайте Деми. Все три альтернативные обложки имеют свои собственные варианты кассет, эксклюзивно для Великобритании, в то время как американский выпуск кассет имеет обложку стандартного издания. Обложка альбома была снята американским фотографом Даной Трипп весной 2020 года.

## Концепция и лирика
Концептуально альбом разделён на 2 части — Prelude (Прелюдия; в названии альбома отображено как Dancing with the Devil) которая состоит из первых трёх песен и The Art of Starting Over, к которой относятся все остальные песни альбома.

### Prelude
Открывает альбом «Anyone». Это тяжёлая баллада, в которой Деми поёт о том, что она просит о помощи, но её никто не слышит, и она начинает утопать в алкоголе. Второй трек — «Dancing with the Devil», лид-сингл альбома. Это мощный и откровенный трек, в котором Деми откровенно поёт об алкогольной и наркотической зависимости и её последствиях, метафорически сравния их с Дьяволом. Entertainment Weekly сравнили песню с композицией Адель «Skyfall». Третья песня — «I.C.U. (Madison’s Lullabye)». Это фортепианная баллада, посвящённая сестре певицы — Мэдисон Де Ла Гарза. После передозировки Деми временно лишилась зрения, и не могла видеть свою сестру, которая пришла к ней в реанимацию. Деми очень испугалась и поёт в песне, что теперь она видит её.

### The Art of Starting Over
Я спрашивала, слышит ли меня кто-нибудь, когда я танцевала с дьяволом. Из-за этого я была слепа, но теперь я вижу. Позвольте мне взять вас в путешествие. Путешествие, что сбросит оковы моего прошлого и воплотит во мне человека, которым я являюсь сегодня. Это — The Art of Starting Over
Вторая часть начинается с разговорного вступления. В этой части Деми повествует о самых обычных повседневных темах — любовь, одиночество, дружба. Немалую часть в этих песнях занимает тема самоутверждения и любви к себе («The Art of Starting Over», «Lonely People», «What Other People Say»). Многие песни содержат отсылки к прошлому певицы. Например, в песне «Melon Cake» Деми поёт о том, что её прошлая команда заставляла её «арбузный торт» (по сути, дыня или арбуз, покрытый сверху взбитыми сливками). Делалось это с целью поддержания фигуры Деми. В песне «Met Him Last Night» вновь упоминается «Дьявол». В «The Kind of Lover I Am» Деми поёт о своей бисексуальности и о том, что она гордится этим. Песня «Easy», возможно, самая тяжёлая песня в этой части альбома. В ней повествуется об уходе от всё ещё любимого тобой человека и попытке сделать это так, чтобы расставание казалось простым. «15 Minutes» посвящена бывшему жениху Деми, Максу Эриху, с которым она встречалась несколько месяцев в 2020 году. Это оптимистическая поп-песня, которая повествует о парне [Максе], который встречался со звездой [Деми], лишь ради славы.
«California Sober» рассказывает, что Деми не перестала выпивать, однако она уже не так зависима от алкоголя, как раньше. Шестнадцатый трек в альбоме, «Mad World», кавер на известную песню группы Tears for Fears. «Butterfly» посвящена тяжёлым отношениям Деми с её отцом. Финальный трек, «Good Place», это гитарная баллада, в которой празднуется выздоровление Деми и её приход в нормальное состояние.

## Критический приём
| Совокупная оценка    | Совокупная оценка |
| Источник             | Оценка            |
| -------------------- | ----------------- |
| Metacritic           | 73/100            |
| Оценки критиков      |                   |
| Источник             | Оценка            |
| AllMusic             | [ 22 ]            |
| Consequence of Sound | B                 |
| The Daily Telegraph  | [ 24 ]            |
| Evening Standard     | [ 25 ]            |
| The Guardian         | [ 26 ]            |
| The Independent      | [ 27 ]            |
| The Line of Best Fit | 7/10              |
| NME                  | [ 29 ]            |
| Pitchfork            | 6.5/10            |
| Rolling Stone        | [ 31 ]            |

Альбом получил в целом положительные отзывы от музыкальных критиков. На агрегаторе Metacritic альбом получил 73 балла из 100 возможных, что означает «в целом положительные отзывы». Это её второй самый высокооценённый альбом на этой платформе, после альбома Confident.
Робин Мюррей из Clash описал альбом как «амбициозное и чрезвычайно показательное путешествие в поп-искупление» и высоко оценил сочетание тьмы с лёгкостью. Он отметил, что альбом, после первых трех треков, продвигается в более возвышенном направлении. Джеффри Дэвис из PopMatters описал альбом как «Деми Ловато, которую мы никогда раньше не слышали». Он добавил, что певица «нахальна и беззаботна», но «серьезно относится к [своей] идентичности и индивидуальности», и похвалил демонстрируемую творческую свободу. Наградив альбом оценкой «отлично», Нил Маккормик из The Daily Telegraph похвалил пластинку, называв её «идеальным современным поп-артефактом», который смешивает интимные баллады с оптимистичными клубными треками, и восхитился прогрессией треков альбома. Ник Левин из NME написал, что альбом является «окончательным художественным заявлением Ловато на сегодняшний день», далее описав альбом как «музыкально разнообразный и лирически простой, альбом полный песен в стиле 'принимай меня, какая я есть'», сравнив его с альбомом P!nk Missundaztood, 2001 года выпуска.
Алексис Петридис из The Guardian прокомментировал, что альбом «одновременно шокирующий, качественный», но посчитал, что он «немного не в восторге». Дэвид Смит из Evening Standard почувствовал, что Ловато «слишком легко тянется к клише» в альбоме, поскольку «отполированная поп-музыка подавляет силу [её вокала]». Мэри Сироки из Consequence of Sound оценила вокал Ловато, но сочла вторую половину пластинки «забывчивой». Отвечая на вопрос, является ли альбом «произведением искусства, свежестью и выздоровлением, а не возможностью получить прибыль», Сироки заявила, что очень приятно видеть, как Ловато продолжает создавать музыку, вдохновленную её храбростью, однако «было бы приятно увидеть день, когда [ей] больше не нужно быть такой смелой и вместо этого они могут творить радостно и свободно».

## Коммерческий приём
В США альбом дебютировал на второй строчке в чарте Billboard 200, разойдясь тиражом в 74 тысячи копии за неделю. Альбом стал самым высоким дебютом той недели и шестым альбомом певицы, который вошёл в топ-3 чарта. На вершину альбом не пустил Justice Джастина Бибера. В Великобритании альбом дебютировал на второй строчке национального чарта, с продажами 20,183 копий, заняв самую высокую позицию в данном чарте среди всех альбомом Деми. Альбом дебютировал на восьмой строчке в чарте Австралии, став третьим альбомом певицы, который вошёл в топ-10 чарта страны, после Confident и Tell Me You Love Me.

## Синглы
Лид-синглом из альбома был выпущен «Dancing with the Devil». Премьера песни состоялась 26 марта, за неделю до выхода альбома. Видеоклип на песню был представлен 2 апреля, одновременно с выходом альбома. Вторым синглом из альбома стала песня «Met Him Last Night», выпущенная за день до выхода альбома. 13 апреля песня была отправлена на радиостанции США.
Альбом также содержит выпущенные отдельно от альбома и его промо кампании синглы «Anyone» и «What Other People Say».

## Список композиций
| №                   | Название                                               | Автор(ы)                                                                                     | Продюсеры(ы)                                               | Длительность |
| ------------------- | ------------------------------------------------------ | -------------------------------------------------------------------------------------------- | ---------------------------------------------------------- | ------------ |
| 1.                  | «Anyone»                                               | Demi Lovato Badriia "Bibi" Bourelly Sam Roman Eyelar Mirzazadeh Jay Mooncie Dayyon Alexander | Alexander Lauren D'Elia [b]                                | 3:47         |
| 2.                  | «Dancing with the Devil»                               | Lovato Bianca Atterberry John Ho Mitch Allan                                                 | Allan [a] Ho [c]                                           | 4:03         |
| 3.                  | «ICU (Madison's Lullabye)»                             | Lovato Atterberry Philip Cornish                                                             | Phil the Keys Allan [b]                                    | 3:16         |
| 4.                  | «Intro»                                                | Lovato                                                                                       |                                                            | 0:26         |
| 5.                  | «The Art of Starting Over»                             | Lovato Caroline Pennell Warren "Oak" Felder Trevor David Brown William Zaire Simmons         | Oak [a] "Downtown" Trevor Brown [c] Zaire Koalo [c]        | 2:47         |
| 6.                  | «Lonely People»                                        | Lovato Pennell Justin Tranter Billy Walsh Felder T. D. Brown Simmons                         | Oak [a] "Downtown" Trevor Brown [c] Zaire Koalo [c]        | 2:40         |
| 7.                  | «The Way You Don't Look at Me»                         | Lovato Julia Michaels Pennell Tranter Jussi Ilmari Karvinen Eren Cannata                     | Jussifer Cannata Allan [b]                                 | 2:28         |
| 8.                  | «Melon Cake»                                           | Lovato Michaels Tranter Cannata                                                              | Cannata Oak [b]                                            | 3:32         |
| 9.                  | «Met Him Last Night» (при участии Арианы Гранде)       | Grande Albert Stanaj Thomas Lee "Tommy" Brown Courageous Xavier Herrera                      | Tommy Brown Xavi Allan [b]                                 | 3:24         |
| 10.                 | «What Other People Say» (совместно с Сэмом Фишером)    | Lovato Fischer Geoff Warburton Ryan Williamson                                               | Rykeyz [a] Allan [b]                                       | 3:14         |
| 11.                 | «Carefully»                                            | Lovato Pennell Lauren Aquilina Marcus Andersson                                              | Aquilina Andersson Allan [b]                               | 3:11         |
| 12.                 | «The Kind of Lover I Am»                               | Lovato Michaels Pennell Tranter Felder T. D. Brown Simmons                                   | Oak [a] "Downtown" Trevor Brown [c] Zaire Koalo [c]        | 3:09         |
| 13.                 | «Easy» (совместно с Ноа Сайрус)                        | Taylor Goldsmith Madison Love Simon Wilcox Matthew Bair                                      | Matthew Koma [a] Bart Schoudel [b]                         | 3:28         |
| 14.                 | «15 Minutes»                                           | Lovato Tranter Atterberry Gregory Aldea Hein Felder T. D. Brown Simmons                      | Oak [a] "Downtown" Trevor Brown [c] Zaire Koalo [c]        | 2:51         |
| 15.                 | «My Girlfriends Are My Boyfriend» (при участии Савити) | Lovato Diamonté Harper Love Michael Pollack Andrew Wansel Felder                             | Pop & Oak Oak [b]                                          | 3:07         |
| 16.                 | «California Sober»                                     | Lovato Pennell Aquilina Andersson Felder Alex Niceforo Sam Homaee Jon Wienner Keith Sorrells | Oak [a] Alex Nice [c] The Roommates [c] Keith Sorrells [c] | 3:05         |
| 17.                 | «Mad World»                                            | Roland Orzabal                                                                               | Allan[a]                                                   | 3:02         |
| 18.                 | «Butterfly»                                            | Lovato Pennell Aquilina Andersson                                                            | Aquilina Andersson Allan [b]                               | 2:37         |
| 19.                 | «Good Place»                                           | Lovato Michaels Tranter Cannata                                                              | Cannata Oak [b]                                            | 3:04         |
| Общая длительность: | Общая длительность:                                    | Общая длительность:                                                                          | Общая длительность:                                        | 57:11        |

| №                   | Название            | Автор(ы)                                           | Продюсер(ы)                | Длительность |
| ------------------- | ------------------- | -------------------------------------------------- | -------------------------- | ------------ |
| 20.                 | «Gray»              | Lovato Felder Brown Simmons Caroline Ailin Tranter | Oak Downtown [c] Koalo [c] | 3:11         |
| Общая длительность: | Общая длительность: | Общая длительность:                                | Общая длительность:        | 60:22        |

| №                   | Название            | Автор(ы)                                                 | Продюсер(ы)                | Длительность |
| ------------------- | ------------------- | -------------------------------------------------------- | -------------------------- | ------------ |
| 20.                 | «I'm Sorry»         | Lovato Ryan Vojtesak Chloe Angelides                     | Charlie Handsome Allan [b] | 3:37         |
| 21.                 | «Change You»        | Lovato Michael Woods Kevin White Trey Campbell Angelides | Rice N' Peas Allan [b]     | 3:09         |
| Общая длительность: | Общая длительность: | Общая длительность:                                      | Общая длительность:        | 63:57        |

| №                   | Название                                   | Автор(ы)                                                                            | Продюсер(ы)               | Длительность |
| ------------------- | ------------------------------------------ | ----------------------------------------------------------------------------------- | ------------------------- | ------------ |
| 20.                 | «I Love Me»                                | Lovato Anne-Marie Nicholson Jennifer Decilveo Niceforo Sean Douglas Sorrells Felder | Alex Nice Sorrells Felder | 3:24         |
| 21.                 | «I'm Ready» (совместно с Сэмом Смитом)     | Smith Lovato Ilya Salmanzadeh Savan Kotecha Peter Svensson                          | Ilya                      | 3:20         |
| 22.                 | «OK Not to Be OK» (совместно с Marshmello) | Lovato Gregory Hein James Gutch James Nicholas Bailey Marshmello                    | Marshmello                | 2:39         |
| Общая длительность: | Общая длительность:                        | Общая длительность:                                                                 | Общая длительность:       | 66:34        |

| №                   | Название                                   | Автор(ы)                                           | Продюсер(ы)                           | Длительность |
| ------------------- | ------------------------------------------ | -------------------------------------------------- | ------------------------------------- | ------------ |
| 20.                 | «Sunset»                                   | Lovato Atterberry Pollack T. D. Brown Simmons      | "Downtown" Trevor Brown Kaolo Pollack | 4:04         |
| 21.                 | «Anyone» (live acoustic)                   | Lovato Bourelly Roman Mirzazadeh Mooncie Alexander | Alexander D'Elia [b]                  | 3:42         |
| 22.                 | «Dancing with the Devil» (live acoustic)   | Lovato Atterberry Ho Allan                         | Allan [a] Ho [c]                      | 4:10         |
| 23.                 | «ICU (Madison's Lullabye)» (live acoustic) | Lovato Atterberry Cornish                          | Phil the Keys Allan [b]               | 3:29         |
| Общая длительность: | Общая длительность:                        | Общая длительность:                                | Общая длительность:                   | 72:00        |

## Чарты
| Чарт (2021)                       | Высшая позиция |
| --------------------------------- | -------------- |
| Австралия (ARIA)                  | 8              |
| Австрия (Ö3 Austria)              | 8              |
| Бельгия/Фландрия (Ultratop)       | 5              |
| Бельгия/Валлония (Ultratop)       | 14             |
| Канада (Canadian Albums Chart)    | 6              |
| Чехия (ČNS IFPI)                  | 23             |
| Нидерланды (Album Top 100)        | 4              |
| Франция (SNEP)                    | 56             |
| Германия (Offizielle Top 100)     | 12             |
| Венгрия (MAHASZ)                  | 26             |
| Ирландия (Irish Albums Chart)     | 8              |
| Италия (Classifica album)         | 36             |
| Новая Зеландия (RMNZ)             | 12             |
| Норвегия (VG-lista)               | 4              |
| Польша (ZPAV)                     | 28             |
| Португалия (AFP)                  | 3              |
| Шотландия (Scottish Albums Chart) | 2              |
| Словакия (ČNS IFPI)               | 19             |
| Испания (PROMUSICAE)              | 9              |
| Швейцария (Schweizer Hitparade)   | 7              |
| Великобритания (UK Albums Chart)  | 2              |
| США (Billboard 200)               | 2              |

## История релиза
| Регион | Дата          | Формат                          | Лейбл  | Издание                                   | Пр.           |
| ------ | ------------- | ------------------------------- | ------ | ----------------------------------------- | ------------- |
| Мир    | 2 апреля 2021 | CD Кассета Цифровая дистрибуция | Island | Стандартное Расширенное Target Британское | [ 75 ] [ 76 ] |
| Мир    | 5 апреля 2021 | Цифровая дистрибуция            | Island | Цифровой делюкс                           | [ 77 ]        |